# Liste der Kulturdenkmäler in Lipporn
In der Liste der Kulturdenkmäler in Lipporn sind alle Kulturdenkmäler der rheinland-pfälzischen Ortsgemeinde Lipporn aufgeführt. Grundlage ist die Denkmalliste des Landes Rheinland-Pfalz (Stand: 8. Dezember 2023).

## Einzeldenkmäler
| Bezeichnung         | Lage                                                                | Baujahr          | Beschreibung                                                                                | Bild            |
| ------------------- | ------------------------------------------------------------------- | ---------------- | ------------------------------------------------------------------------------------------- | --------------- |
| Wohnhaus            | Brunnenweg 1 Lage                                                   | 18. Jahrhundert  | Fachwerkhaus, teilweise verschiefert, 18. Jahrhundert, Kniestock aus dem 19. Jahrhundert    | BW              |
| Evangelische Kirche | Werkerbachstraße Lage                                               | 1750–52          | Mansarddachbau, 1750–52                                                                     | BW              |
| Alte Burg           | südlich des Ortes auf einem Bergsporn oberhalb des Werkerbachs Lage | um 1000 bis 1100 | geringe Ringmauerreste der hochmittelalterlichen, wohl staufischen Anlage, um 1000 bis 1100 | Fotos hochladen |